# Штерн, Абрам Хананович
Абра́м Хана́нович Ште́рн (19 марта 1918, Народичи — 5 апреля 2014, Лос-Анджелес) — советский и американский скрипач, музыкальный педагог, профессор. Заслуженный артист Украинской ССР. С 1990 года жил в США.

## Биография
Родился 19 марта 1919 года в местечке Народичи. В возрасте 3-х лет его семья переехала в Киев, где он прожил 68 лет. Проходил обучение игре на скрипке с Давидом Бертье, учеником Леопольда Ауэра.
В 1935 году Абрам Штерн получил почётный диплом на Первом всесоюзном конкурсе музыкантов-исполнителей.
Во время Великой Отечественной войны А. Штерн выступал более 500 раз в госпиталях и военных частях с концертными бригадами.
После окончания войны в 1945 году в Киеве он стал лауреатом I премии Первого Всеукраинского конкурса молодых исполнителей.
Штерн стал помощником Бертье в Киевской консерватории. Как концертмейстер оркестра академического театра оперы и балета Украины им. Т. Шевченко с 1947 года по 1989 год, он был частым солистом и камерным музыкантом.
В 1989 году Штерн со своей семьей иммигрировал в США. С 1990 года жил в Лос-Анджелесе.
По воспоминаниям его бывшего студента Александра Кириллова, скрипача из Нью-Йорка, Штерн был «лучшим музыкантом и скрипачом не только в нашей области — он был своего рода последний из могикан».
Другой бывший студент Штерна, Игорь Полесицкий, главный альтист оркестра Maggio Musicale во Флоренции, описывает своего наставника как «своего рода естественного гения скрипки, который мог бы играть на скрипке, лежа на полу или сидя в кресле».
Во время Летнего музыкального фестиваля Монтецито был объявлен день Абрама Штерна.

## Семья
- Дочь — Людмила Штерн[8].
- Внучка — Валерия Морговская, пианистка, живёт в Лос-Анджелесе.

## Награды
- орден «Знак Почёта» (30.06.1951)[9].
- медаль «За трудовую доблесть» (24.11.1960)